# أحمد الشرقاوي (رسام)
أحمد الشرقاوي (بالفرنسية: Ahmed Cherkaoui)‏ (وُلد في 2 أكتوبر عام 1934 في مدينة أبي الجعد – توفي في عام 1967 م في مدينة الدار البيضاء) هو رسام مغربي.
توفي عن عمر يناهز 33 عاماً. هو من أعمدة الفن التشكيلي المعاصر ومن بين أوائل من مارس الفنون الجميلة في المغرب.
لوحاته غالية حيث احتلت واحدة منهن عنوانها المال المجرد الرتبةَ الثانية في لائحة أتت بها المجلة المغربية المكتوبة باللغة الفرنسية تيل كيل في عام 2016.

## طفولته
وُلد في 2 أكتوبر عام 1934 في مدينة أبي الجعد. أمه من أصول بربرية من الأطلس المتوسط. أبوه محافظ وينتمي إلى العائلة الكبيرة الشرقاوي. جده صوفي مشهور. ينتمي الشرقاوي إلى عائلة شهيرة بالتصوف من جهة أبيه، وينتسب إلى أمازيغ الأطلس المتوسط من جهة أمه. ترك أحمد الشرقاوي المدينة مسقط رأسه منذ نعومة أظافره، متجها نحو مدينة بني ملال. توفيت أمه في صيف عام 1941، وعمره لا يتجاوز السبعة سنوات، بعد أن أُصيبت بمرض حمى التيفوئيد.

## مساره الدراسي ومساره المهني
تعلم أحمد الشرقاوي القرآن في المسيد ، وسجله والده بمدرسة أبناء الأعيان بالدار البيضاء. وقد بدأت رحلته الفنية في سن مبكرة. يقول محمد الشرقاوي ، شقيقه الأكبر: "لقد رسم الأشجار أو اللقالق أو المآذن في دفاتر ملاحظاته أثناء الفصل".
في دراسته الفرنسية، أصبح ميل الشرقاوي إلى المدرسة السريالية واضحاً ولا يخفى تأثره بشكل خاص بالفنان بول كلي، ويصف النقاد أعماله بأنها حلقة جمعت مدارس الغرب الحديثة بالتراث المغاربي والإسلامي،
انخرط أحمد الشرقاوي كقائد مجموعة في الكشافة المغربية حسنية. وعمل خطاطا في جريدة العلم وجريدة الرأي. يصمم ملصقات ولافتات. بفضل المساعدة المالية من أخيه الأكبر ، تمكن من مواصلة دراسته في فرنسا من عام 1956 في مدرسة فنون الجرافيك في باريس، بعد أن حصل على منحة بحوث لدراسة العلامات والرموز الأمازيغية. وحصل منها على دبلوم عام 1959.
بعد التخرج مباشرة ، عمل كمصمم تخطيطات لأغلفة الألبومات في دار الإنتاج Pathé-Marconi.
خلال السنوات الثلاث التي قضاها ، كانت لوحاته الأولى التصويرية عبارة عن مناظر طبيعية مغربية بتشجيع من مونيك دي جوفينان ، التي كانت آنذاك رئيسة بهو الطلاب المغاربيين ثم مديرة Galerie Solstice، أنتج معرضه الأول في عام 1959 في ورشة طباعة Lucienne Thalheimer في باريس
التحق أحمد الشرقاوي في عام 1960 بمدرسة الفنون الجميلة في باريس في استوديو جان أوجامي وفي أبريل اكتشف أعمال روجيه بيسير بمناسبة المعرض الاستعادي المخصص لها في متحف الفن الحديث في باريس. بعد حصوله على منحة دراسية لمدة عام واحد في عام 1961 للدراسة في أكاديمية الفنون الجميلة في وارسو وتردد على استوديو Henryk Stazewski ، وهو شخصية رائدة في الفن، تطورت رسوماته من خلال الاتصال بأبحاث الجرافيك البولندية واكتشاف عمل بول كلي. في يونيو ، في نهاية إقامته ، يعرض أعماله الجديدة في وارسو. إلى جانب دراسته ، يقوم بتدريس اللغة الفرنسية لمجموعة من الطلاب.

## أسلوبه الفني
عُرف بالتقشف في اشتغاله والتصوف في رؤيته. أقامة لمدة في باريس وفارسوفيا.
ارتبطت الأعمال الفنية لأحمد الشرقاوي بالتراث والخلفية الشعبية المغربية في جل أعماله التجريدية، بعتبار أن الرسم الفني هو كتابة بالعلامات، حيث أتقن الخط العربي وأساليبه. استخدم الشرقاوي التراث الشعبي وجدوره ايمانا منه بأهمية توظيف التراث المحلي في الأعمال الفنية لبلوغ تفرد نوعي أصيل ذات امتداد حضاري اصيل في التراث والتاريخ المغربيين، حيث استخدم لغة رمزية لمخاطبة العقل والمشاعر والحس الجمالي قبل العين، مخاطبة البصيرة قبل البصر، ما منح هذا الفنان مكانة مكانة ابداهية راقية بالمغرب وخارجه، حيث نجح في التوحيد بين التراث والحداثة.
	اعتبر الشرقاوي العلامة مدخلا جماليا للتفرد والاصالة والتأصيل، حيث تقدم لصاحبها امكانية فهم العالم الخارجي واعادة تأوييله، حيث تمكن من إعادة رسم معالم الفن التشكيلي المغربي نحو التحديث، وذلك من خلال ربطه بالتراث الشعبي والحداثة الصباغية المتمثلة في الاتجاه التجريدي في الآن ذاته، حيث صاغ رؤية بصرية مغربية ذات ملمح عالمي.
ويعد الشرقاوي أحد أبرز الأسماء الرائدة والمؤسسة في مجال الفن التشكيلي في المغرب، ومن أشهر أعماله سلسلة "ليالي وارسو" التي رسمها أثناء إقامته في بولندا، ولوحة "علية" و"الذكريات الحمراء" و"المرآة الحمراء" و"الحيوان" و"الطلسم الأحمر" و"الملاك الأزرق" و"ممر عالٍ".

## أعماله في المتاحف
- متحف محمد السادس للفن الحديث والمعاصر في الرباط، أقام معرض استعادي ضخم للشرقاوي، سنة 2018 وضم المعرض 70 إلى 80 عملاً أنجزها الشرقاوي (1934-1967) ّ الإمارات العربية المتحدة

- في فرنسا، وبالتحديد في متحف الفن الحديث بمدينة باريس، تُعرض لوحة زيتية اسمها الصلاة قد يكون قد رسمها أحمد الشرقاوي بين عامي 1963 و 1964. تُعرض أيضا لوحة له في معهد العالم العربي في باريس عنوانها تاليسمان رقم ثلاثة. هي لوحة زيتية. وتُعرض له أيضا لوحة في مركز جورج بومبيدو في باريس اسمها التتويج، رسمها سنة 1964. هي لوحة زيتية أبعادها 91 * 119 سنتمتر.
- في لبنان.

توفي عن عمر يناهز 33 عاماً بعد عملية جراحية لاستئصال الزائدة الدودية، تؤطر أعماله بين سنتي 1960 و1967.

## الجوائز
حصل سنة 1966 على جائزة المغرب عن جميع أعماله.

## روابط خارجية
- أحمد الشرقاوي على موقع الموسوعة البريطانية (الإنجليزية)